# Alexander Stubb
Cai-Göran Alexander Stubb (ur. 1 kwietnia 1968 w Helsinkach) – fiński polityk, politolog i nauczyciel akademicki. Minister spraw zagranicznych od 2008 do 2011, następnie do 2014 minister handlu zagranicznego i spraw europejskich, od 2015 do 2016 minister finansów, deputowany krajowy, poseł do Parlamentu Europejskiego VI kadencji, od 2014 do 2016 przewodniczący Partii Koalicji Narodowej, w latach 2014–2015 premier Finlandii, od 2024 prezydent Finlandii.

## Życiorys

### Młodość i wykształcenie
Alexander Stubb wywodzi się z dwujęzycznej rodziny; jego ojciec należał do szwedzkojęzycznej mniejszości w Finlandii, zaś matka była fińskojęzyczna. W domu rodzinnym porozumiewał się w obu językach.
W 1986 ukończył Mailnland High School w Daytona Beach we Florydzie. W 1993 uzyskał licencjat z nauk politycznych na Furman University w Karolinie Południowej. W 1994 zdobył w Paryżu dyplom studiów kultury francuskiej i języka francuskiego. W 1995 ukończył studia magisterskie spraw europejskich w Kolegium Europejskim w Brugii. Od 1995 do 1997 prowadził badania naukowe w fińskim MSZ oraz na Fińskiej Akademii Nauk. W 1997 rozpoczął także pracę jako felietonista. Doktoryzował się w 1999 w London School of Economics.

### Działalność do 2008
W latach 1999–2001 był jednym z przedstawicieli Finlandii przy UE w Brukseli oraz członkiem fińskiej delegacji rządowej w negocjacjach międzyrządowych w sprawie traktatu nicejskiego. W 2000 został profesorem Kolegium Europejskiego. W 2001 został doradcą przewodniczącego Komisji Europejskiej Romano Prodiego oraz członkiem komisji zadaniowej w sprawie Konwentu Europejskiego. W 2003 ponownie wszedł w skład delegacji Finlandii przy UE jako ekspert w negocjacjach międzyrządowych w sprawie tzw. Traktatu Konstytucyjnego.
W 2004 wziął udział w wyborach europejskich z ramienia Partii Koalicji Narodowej. Zdobył ponad 115 tys. głosów, co stanowiło drugi najlepszy indywidualny rezultat. W PE wchodził w skład Europejskiej Partii Ludowej. Był także członkiem Komisji Kontroli Budżetowej oraz wiceprzewodniczącym Komisji ds. Rynku Wewnętrznego i Ochrony Konsumentów.
W 2006 przedstawił raport, w którym wyliczył koszty tłumaczeń Parlamentu Europejskiego, Komisji Europejskiej i Rady UE, oceniając je w 2005 na 511 milionów euro. Podkreślił, że pomimo takich kosztów wielojęzyczność stanowi jedną z głównych wartości UE.

### Działalność w latach 2008–2014
1 kwietnia 2008 premier Matti Vanhanen ogłosił mianowanie Alexandra Stubba nowym ministrem spraw zagranicznych w swoim gabinecie. Zmiana szefa dyplomacji nastąpiła po skandalu związanym z poprzednikiem Ilkką Kanervą. 4 kwietnia 2008 został oficjalnie zaprzysiężony, rezygnując jednocześnie z mandatu w PE. Od 5 kwietnia do 31 grudnia 2008 pełnił także funkcję przewodniczącego OBWE. 11 sierpnia 2008 razem z francuskim ministrem spraw zagranicznych Bernardem Kouchnerem udał się z misją mediacyjną do Gruzji w czasie konfliktu gruzińsko-rosyjskiego.
Zajmowane stanowisko ministra utrzymał również w powołanym 22 czerwca 2010 gabinecie Mari Kiviniemi. W 2011 został wybrany do Eduskunty. W nowym rządzie, na czele którego stanął Jyrki Katainen, objął urząd ministra handlu zagranicznego i spraw europejskich.
Z powodzeniem wystartował z ramienia swojego ugrupowania w wyborach europejskich w 2014, uzyskując najwyższe indywidualne poparcie wśród wszystkich kandydatów (ponad 148 tys. preferencyjnych głosów). 14 czerwca 2014 kandydował natomiast na stanowisko przewodniczącego Partii Koalicji Narodowej (Jyrki Katainen zrezygnował z ubiegania się o kolejną kadencję). W głosowaniu pokonał ministrów Jana Vapaavuoriego i Paulę Risikko, obejmując kierownictwo partii.

### Premier Finlandii
Objęcie przywództwa w Partii Koalicji Narodowej spowodowało, że Alexander Stubb stał się kandydatem do zastąpienia na urzędzie premiera Jyrkiego Katainena, który już w kwietniu 2014 zadeklarował ustąpienie na rzecz nowego lidera partii. Większość rządzącą utworzyły dotychczas współpracujące ugrupowania – poza Kok. także Socjaldemokratyczna Partia Finlandii, Liga Zielonych, Szwedzka Partia Ludowa i Chrześcijańscy Demokraci. 23 czerwca 2014 fiński parlament powołał Alexandra Stubba na urząd premiera. Dzień później nowy premier otrzymał nominację od prezydenta Sauliego Niinistö, rozpoczynając urzędowanie na tym stanowisku.

### Działalność od 2015
W 2015 ponownie wybrany do fińskiego parlamentu. 29 maja 2015 jego rząd zakończył urzędowanie. Kierowane przez niego ugrupowanie dołączyło do nowej koalicji, współtworząc powołany tego samego dnia gabinet Juhy Sipili. Alexander Stubb objął w nim stanowisko ministra finansów.
11 czerwca 2016 bez powodzenia ubiegał się o utrzymanie przywództwa w partii, przegrywając w wyborach z Petterim Orpo, który 22 czerwca tegoż roku zastąpił go również na urzędzie ministra finansów. W 2017 został wiceprezesem Europejskiego Banku Inwestycyjnego. Pełnił tę funkcję do stycznia 2020.
W 2018 bez powodzenia ubiegał się o nominację na kandydata Europejskiej Partii Ludowej na przewodniczącego Komisji Europejskiej. W 2020 został dyrektorem School of Transnational Governance w Europejskim Instytucie Uniwersyteckim.
W sierpniu 2023 zadeklarował wystartowanie jako przedstawiciel Partii Koalicji Narodowej w wyborach prezydenckich w 2024. W pierwszej turze wyborów, która odbyła się 28 stycznia 2024, otrzymał 880 tys. głosów (27,2%), zajmując 1. miejsce spośród 9 kandydatów. Przeszedł do drugiej tury, w której jego konkurentem został Pekka Haavisto (który uzyskał poparcie na poziomie 25,8%). 11 lutego 2024 zwyciężył w drugiej turze tych wyborów, uzyskując 51,6% głosów. Urząd prezydenta objął 1 marca 2024.

## Odznaczenia
- Łańcuch Krzyża Wielkiego Orderu Białej Róży Finlandii – 2024, ex officio
- Krzyż Wielki Orderu Krzyża Wolności – 2024, ex officio
- Krzyż Wielki Orderu Lwa Finlandii – 2024, ex officio
- Krzyż Wielki Orderu Zasługi Republiki Włoskiej – Włochy, 2008[23]
- Łańcuch Orderu Krzyża Ziemi Maryjnej – Estonia, 2014[24]
- Krzyż Oficerski Legii Honorowej – Francja, 2018[25]
- Order Królewski Serafinów – Szwecja, 2024[26]
- Order Słonia – Dania, 2025[27]